# Alfonsiella binghami
Alfonsiella binghami är en stekelart som beskrevs av Wiebes 1988. Alfonsiella binghami ingår i släktet Alfonsiella och familjen fikonsteklar.
Artens utbredningsområde är:
- Tanzania.
- Zambia.

Inga underarter finns listade i Catalogue of Life.